# Jul (Danemark)
Pour les articles homonymes, voir Jul.

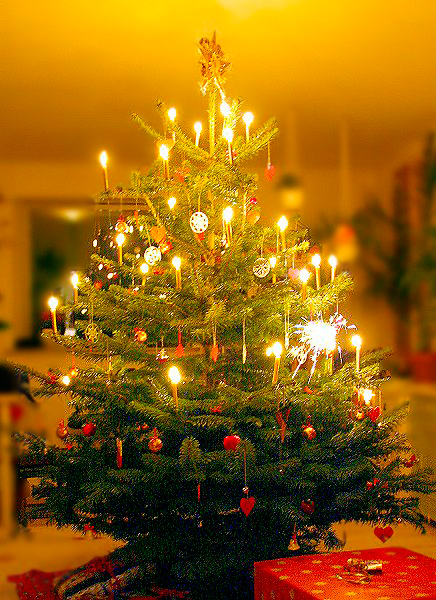
Sapin de Noël (Juletræet)

Jul ([juːˀl]) est la période de Noël au Danemark. Elle est célébrée tout au long du mois de décembre commençant soit au début de l'Avent soit le 1er décembre avec une variété de traditions. La veille de Noël, Juleaften, l'événement principal de Jul, est célébrée le soir du 24 décembre ; s'ensuivent deux jours fériés de fêtes de Noël, les 25 et 26 décembre. La célébration dès le jour précédent de la fête est aussi une pratique observée pour d'autres fêtes au Danemark.
À l'époque Viking, Jul était la célébration du retour de la lumière. Jul est à l'origine une vieille tradition nordique liée à la célébration de Yule germanique de l'Europe du Nord, mais a été mélangée avec la tradition chrétienne de Noël lorsque le Danemark a été évangélisé au XIe siècle.

## Veille et veillée de Noël
Dans la soirée, un dîner élaboré est partagé avec la famille. Il se compose généralement de rôti de porc, de canard rôti, d'oie rôtie ou de dinde farcie avec des pommes de terre, des pommes de terre caramélisées, du chou rouge et beaucoup de sauce brune[Lequel ?]. Le dessert traditionnel est le risalamande, un plat de riz au lait est servi avec une sauce aux cerises chaudes, traditionnellement avec une amande entière cachée à l'intérieur. Le trouveur de cette amande a droit à un petit cadeau, qui est traditionnellement un cochon de massepain. Le risalamande a son nom tiré directement du Français. Dans certaines familles, la tradition veut que le dessert au riz soit fait avec le reste de la bouillie de riz de la veille, un repas servi le 23 décembre, le Lillejuleaften ("Petit soir de Noël"), avec de la cannelle, de la cassonade et du beurre. On le mange chaud avec une boisson aux fruits ou une bière maltée sucrée.
Une fois le repas terminé (certaines familles dansent aussi dès avant le repas), la famille dansera autour des Juletræ ("Sapins de Noël") et chantera des chants de Noël et des hymnes comme Nu er det jul igen ("Maintenant c'est encore Jul") et Et barn er født i Bethlehem ("Un enfant est né à Bethléem"). Quand le chant est terminé, les cadeaux sous l'arbre sont distribués aux enfants. Après leur ouverture, il y a plus de collations, de bonbons, de frites et parfois le traditionnel Gløgg ("vin chaud").

## Visite d'églises
Au Danemark, il y a une tradition d'aller à l'église l'après-midi de la veille de Noël, le 24. Le texte est le chapitre 2 de l'évangile selon Saint Luc, mais comme le 24 n'est pas une fête de Noël officielle, il n'y avait pas de rituel officiel pour ce jour jusqu'à récemment. La plupart des églises ont des offices de Noël pendant les deux fêtes officielles de Noël, les 25 et 26 décembre, avec des rituels bien définis. Aller à l'église la veille de Noël est devenu très populaire. Les services du 24 décembre sont les services les plus fréquentés de l'année avec environ un tiers de la population présente.

## Repas de Noël
Pour un article plus général, voir Cuisine danoise.
Tout au long de la période de Noël, une série de dîners ou déjeuners de Noël est organisée. Avant le 24 décembre, la plupart des lieux de travail, des syndicats, des écoles, des équipes de football ou des groupes d'amis étendus organisent un Julefrokost (déjeuner de Noël), mais parfois ils sont retardés jusqu'en janvier. Cela implique généralement beaucoup de nourriture et d'alcool, et ces repas ont souvent lieu le vendredi ou le samedi soir.
Après le 24 décembre, généralement le jour de Noël et le deuxième jour de Noël, qui sont des jours fériés, les familles élargies organisent un familiejulefrokost (déjeuner familial de Noël). Cela implique généralement plus de nourriture, et a lieu de midi jusqu'au soir. Un Danois moyen assiste généralement à trois à quatre julefrokoster et un ou deux familiejulefrokoster au cours de la période de Jul.
Un déjeuner de Noël typique implique beaucoup de bière (en) et de schnaps. Il commence avec une variété de plats de fruits de mer, sandwichs ouverts à base de rugbrød au hareng mariné, aux crevettes et au filet de plie frit avec de la rémoulade danoise. Parfois gravlax ou saumon fumé et anguille fumée sont également offerts. Le hareng mariné est offert en plusieurs variétés, avec des harengs marinés blancs, rouges, au cari et frits, et est servi exclusivement sur du rugbrød, un pain de seigle complet danois spécial, à base de levain et de grains entiers. Viennent ensuite une variété de viandes chaudes et froides, comme des saucisses frites, des boulettes de viande frites, de la couenne grillée, du jambon bouilli, du pâté de foie et du porc frit, servies avec des plats de chou braisés rouges ou verts. Les desserts sont généralement des fromages, des fruits (principalement de l'orange, de la clémentine et de la mandarine) et du risalamande, le dessert de riz spécial associé à Noël. De temps en temps, quelqu'un appelle "Skål" pour faire un toast, et tout le monde arrête de manger pour boire un verre. Normalement, tout le monde prend le transport en commun à l'événement, pour éviter les accidents de la circulation liés à l'alcool sur le chemin du retour de ces soirées.

## Confiseries de Noël et friandises sucrées
Tout au long du mois de décembre, diverses confiseries, fruits, gâteaux, boissons et friandises spécialement associés à Noël sont largement disponibles dans les rues, dans les magasins, dans les cafés ou dans les maisons. Cela comprend des fruits à coque (surtout noisettes, noix et amandes), des fruits secs (abricots, figues et raisins secs), des oranges, clémentines, mandarines, brændte mandler (amandes de sucre cuites dans de grands chaudrons ouverts dans les rues), pommes glacées sur un bâton, crêpes, æbleskiver (crêpes sphériques), klejner (bugnes), pebernødder (biscuits secs sphériques), brunkager (biscuits à la cannelle) et autres types de småkager (biscuits danois), gløgg (vin chaud) de diverses recettes et une variété de friandises en pâte d’amandes massepain, dont certains comprennent le chocolat et le nougat danois.

## Calendriers de l'Avent
Le Danemark a adopté et élargi la tradition allemande des calendriers de l'Avent. Il est fréquent d'avoir des Julekalender (calendriers de Noël) qui marquent tous les jours du 1er décembre au 24 décembre. Ils sont souvent faits de carton avec des images ou des friandises comme le chocolat. Ils viennent sous diverses formes, qu'ils soient faits maison ou fabriqués et peuvent contenir des histoires innocentes de Jul ou peuvent même être des cartes à gratter.
Une version populaire est le givekalende (calendrier des cadeaux). Ceux-ci peuvent soit fonctionner comme un julekalender marquant tous les 24 jours jusqu'à la veille de Noël avec un cadeau pour chaque jour ou ils peuvent fonctionner comme des calendriers de l'Avent marquant les quatre dimanches de l'Avent à la place avec un cadeau pour chaque dimanche.
Une tradition spéciale du calendrier danois lancée par DR en 1962 consiste à diffuser des émissions de télévision avec exactement 24 épisodes, un par jour jusqu'à la veille de Noël. La tradition est devenue très populaire et chaque grand réseau a maintenant des calendriers télévisés pendant la période de Noël, qu'il s'agisse de productions originales ou d'émissions de télévision. La tradition des calendriers télévisés a également été adoptée par les autres pays scandinaves.

## Vacances de Noël
En raison de la forte concentration de vacances à la fin de décembre, il est possible de passer des vacances entre Noël et le Nouvel An sans prendre beaucoup de jours de congé. Ce jour férié est habituellement appelé Juleferie ou jour férié de Noël, et est généralement considéré comme se situant dans la période du 24 décembre au 1er janvier.

## Autres traditions

### Père Noël
Au Danemark, le Père Noël est connu sous le nom de Julemanden (littéralement «l'homme de Noël») et on dit qu'il arrive sur un traîneau tiré par des rennes, avec des cadeaux pour les enfants. Il est aidé par ses lutins Yuletide par des elfes connus sous le nom de julenisser (ou simplement nisser, nisses), qui sont traditionnellement supposés vivre dans des greniers, des granges ou des endroits similaires. Dans certaines traditions, pour maintenir la faveur et la protection de ces nisser, les enfants laissent des soucoupes de lait ou de riz au lait ou d'autres friandises dans l'après-midi du 24, et sont ravis de trouver la nourriture passée le matin de Noël.

### Pakkeleg
Pakkeleg est un jeu danois de répartition des cadeaux de Noël. Il se joue en général après les repas de Noël entre amis ou entre collègues, et non après les repas de Noël en famille où les cadeaux sont individualisés. Chacun rapporte quelques cadeaux comme de la nourriture, des bonbons ou des cadeaux ironiques. Les cadeaux, bien emballés, sont posés au milieu de la table. La première phase consiste à jeter un dé chacun son tour, et dès qu'un convive tire un 6, il choisit un cadeau disponible au milieu de la table, jusqu'à épuisement des cadeaux. La deuxième phase est à temps limité, en général trois minutes, lors de laquelle lorsqu'un invité fait 6 au dé, il doit voler un cadeau à quelqu'un. Au bout du temps imparti, chacun ouvre les cadeaux qu'il a finalement acquis.

### Nisses
Les maisons danoises sont décorées de kravlenisser (nisse grimpante), qui sont des découpes en carton de nisses qui peuvent être attachées aux peintures et aux étagères. C'est une tradition danoise unique commencée au début du XXe siècle.

### Couronne de l'Avent
La Couronne de l'Avent annonce le début de Jul. Elle peut être accrochée aussi bien aux plafonds des maisons qu'au-dessus des rues. Tout comme toute couronne de l'Avent, elle comporte quatre bougies, symbolisant les quatre dimanches avant Noël, allumées une par une chaque dimanche. Traditionnellement, la couronne de l'Avent est faite de petites branches d'épicéa, souvent décorées de baies rouges et de carottes d'épicéa, avec des bougies blanches et des rubans rouges.

### Les bougies et lumières
La bougie du calendrier est une autre tradition de décembre ; elle a 24 lignes, comme un mètre de couturière, généralement décorées de motifs de sapin et de petits lutins aux joues rouges, portant des chapeaux rouges, qui dansent heureux dans leurs sabots jaunes. Dans la plupart des familles, les bougies sont allumées chaque jour à partir du premier décembre comme un élément de quiétude dans une période mouvementée, souvent au petit-déjeuner. Fréquemment, il est du devoir des enfants d'éteindre les bougies avant qu'elles ne soient trop brûlées. Les bougies de Noël sont un cadeau très courant entre Danois.
Les bougies et guirlandes lumineuses sont très répandues, en particulier derrière les fenêtres des maisons, ce qui participe à la beauté des décorations des rues pendant la nuit, qui dure environ 18 heures au solstice d'hiver.

### Décorations en papier
Les  cœurs de Jul, ou Julehjerter, plissés, sont des décorations faites à la main qui sont accrochées sur l'arbre de Noël. Les enfants et les autres membres de la famille créent les cœurs à partir de papier glacé rouge et blanc.

### Sainte Lucie
Le jour de Sainte-Lucie est célébré le 13 décembre. Les enfants peuvent être en procession, des star-boys coiffés de hauts chapeaux pointus suivent une fille déguisée en Sainte Lucie, portant une couronne où sont accrochées des bougies.

## Histoire
Jusqu'en 1770, les vacances de Noël comprenaient le deuxième jour de Noël et l'Épiphanie le 6 janvier (célébrée la veille le 5 janvier). Par la suite, seuls les premier et deuxième jours de Noël sont des jours fériés, et le 6 janvier est maintenant un jour de fête.
Le premier arbre de Noël à Copenhague a été allumé à Ny Kongensgade en 1811. Les arbres de Noël sont devenus populaires parmi la classe moyenne à partir d'environ 1820.

## Sources
- (en) Cet article est partiellement ou en totalité issu de l’article de Wikipédia en anglais intitulé « Yule and Christmas in Denmark » (voir la liste des auteurs).

1. ↑  « Noël au Danemark - Jul - Christmas in Denmark : Bilingue Français/Anglais », sur charlottem.chez.com (consulté le 18 février 2018)
2. ↑  (da) « Pakkeleg: Her er reglerne, så I ikke kommer op at skændes | Søndagsavisen », sur www.sondagsavisen.dk (consulté le 18 février 2018)
3. 1 2  « 6 traditions de Noël au Danemark », VisitDenmark,‎ 2018 (lire en ligne, consulté le 18 février 2018)